# 반젠더 운동

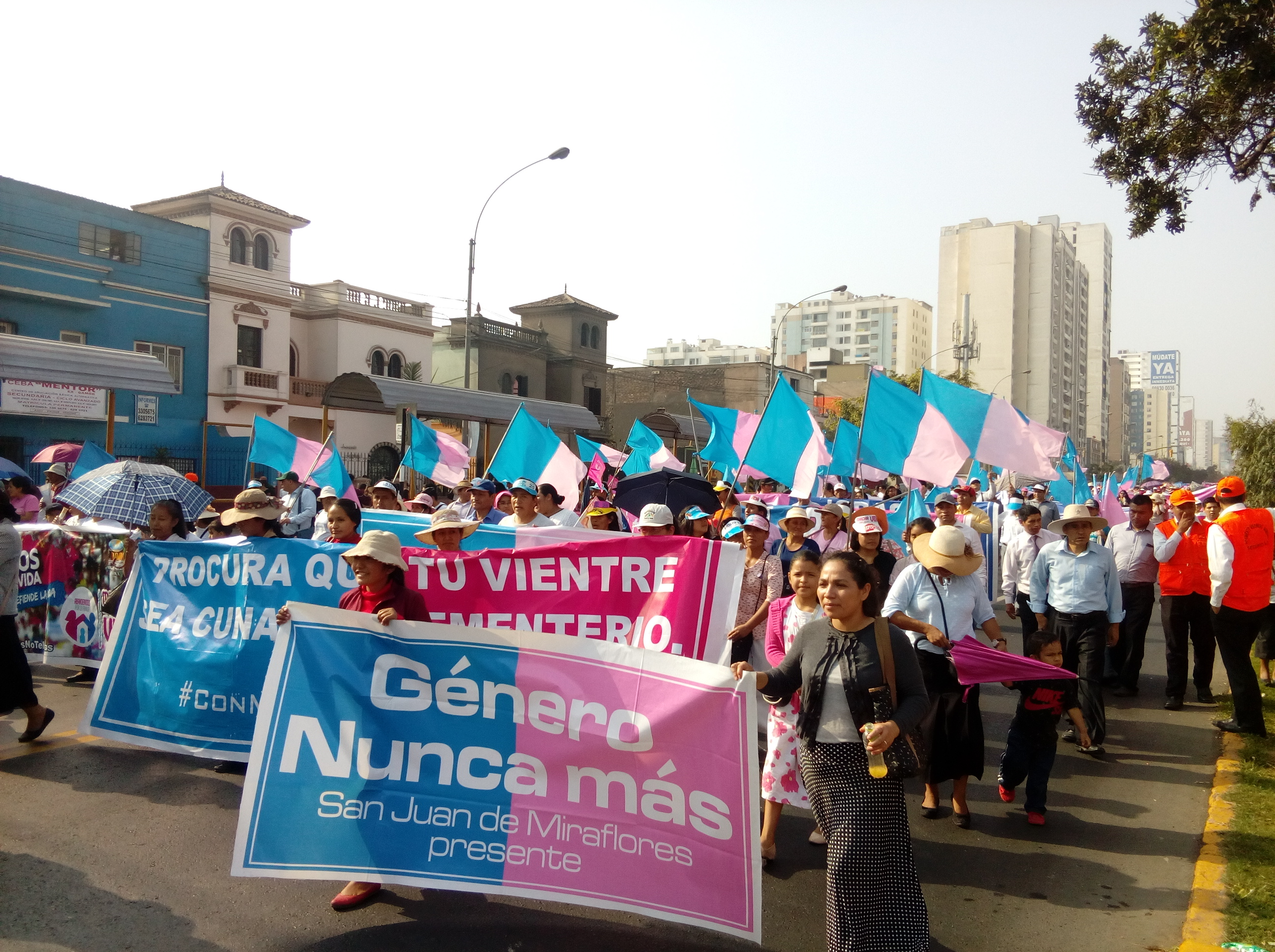
"젠더는 더 이상 없다": 2018년 페루 리마에서 열린 생명 옹호 행진에 참가한 Con mis hijos no te metas("내 아이들을 건드리지 마라") 시위대

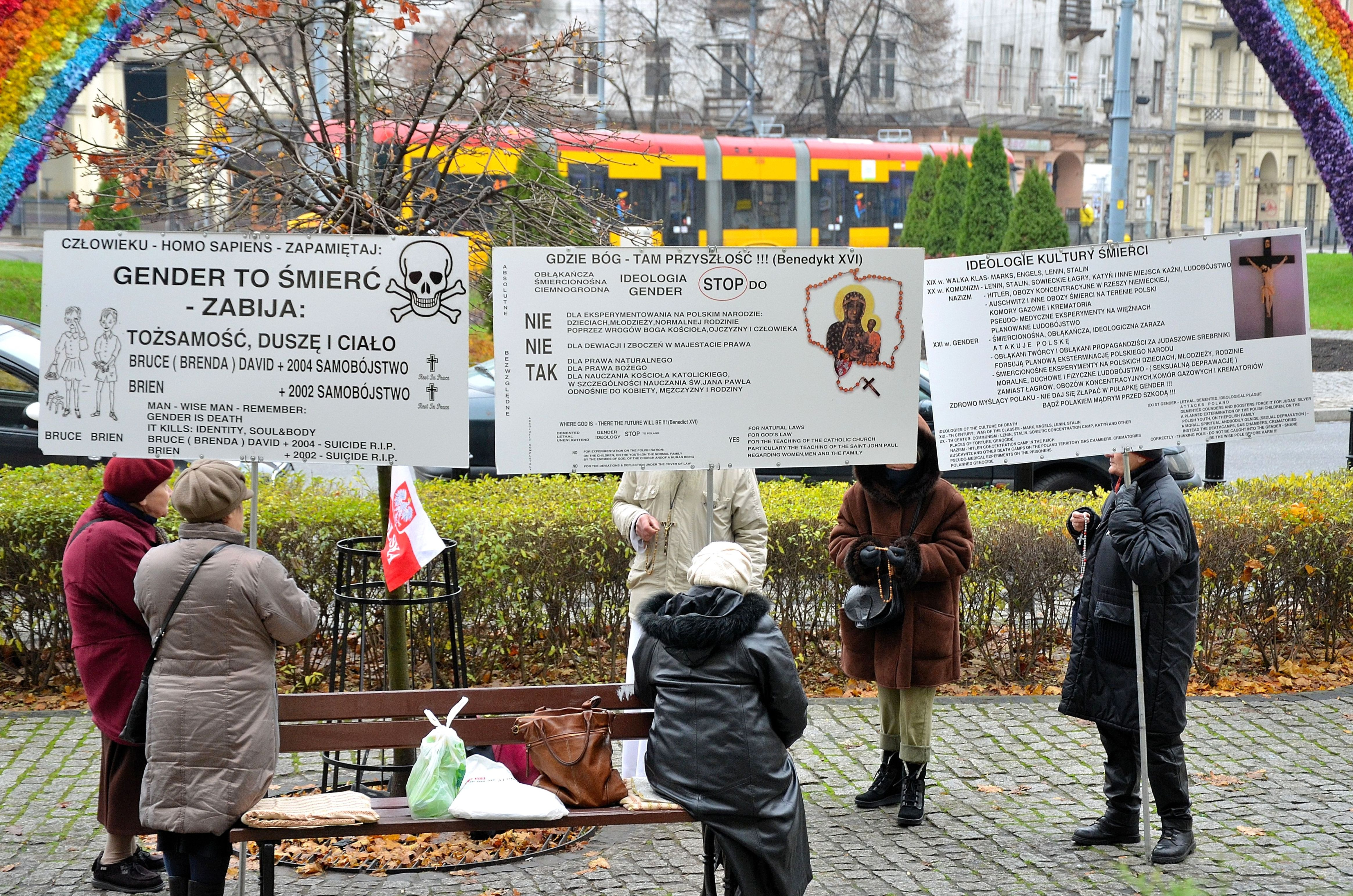
"젠더는 죽음이다 — 그것은 정체성, 영혼, 육체를 죽인다": 2014년 폴란드 바르샤바에서 "젠더 이데올로기"에 반대하는 시위

반젠더 운동(Anti-gender movement)은 "젠더 이데올로기"(gender ideology) 또는 "젠더론"(gender theory)이라고 불리는 개념에 반대하는 전 세계적인 현상이다. 이러한 느슨하게 정의된 용어는 운동에 의해 성평등, 성소수자 권리, 젠더학과 관련된 다양한 문제를 비판하는 데 일반적으로 사용된다. 이 운동은 우익 포퓰리즘 단체, 보수 종교 단체, 사회 보수주의자 및 전 세계 극우의 지지를 얻었다. 이 운동은 젠더 포괄 및 성소수자 권리 진전을 전통적인 가족 구조, 종교적 가치 및 확립된 사회 규범에 대한 위협으로 간주한다.
이 운동은 차별을 조장하고 인권 보호, 특히 다양한 젠더 정체성과 성적 지향을 가진 개인에 대한 보호를 훼손한다는 비판을 받아왔다. 비평가들은 이 운동이 젠더 포괄을 위한 노력을 비정당화하기 위해 오보를 사용하며, 이는 일종의 도덕적 공황 또는 음모론으로 묘사되어 왔다.
이 운동은 가톨릭 신학에서 유래했으며 20세기 후반으로 거슬러 올라갈 수 있지만, 이 운동에 대한 관심을 불러일으킨 시위는 2012년경이 되어서야 시작되었다. 초국가적인 규모로 활동하는 반젠더 운동은 성평등 및 성소수자 포괄 정책에 저항하기 위해 공개 시위 및 입법 발의와 같은 전략을 사용한다. 반젠더 행위자들은 재생산권, 정부 주도 젠더 정책, 성 주류화, 포괄적 언어, 젠더학 같은 학문 분야를 포함한 다양한 영역을 목표로 한다. 이 운동 내의 일부 요소는 특정 성소수자 권리에 반대하는 데 특히 중점을 두는 반면, 다른 요소는 젠더 관련 사회 변화에 대한 더 넓은 우려를 다룬다.

## 용어
많은 비영어권 국가에서 반젠더 운동가들은 젠더라는 단어의 현지어 번역을 피하고, 젠더가 수입되거나 외래 개념임을 암시하기 위해 영어 용어를 선호한다. 반젠더 운동의 핵심인 젠더 이데올로기라는 용어는 일관되거나 통일된 정의가 부족하며 광범위한 문제를 포괄한다. 슈테파니 마이어와 비르기트 자우어 같은 학자들은 이를 "텅 빈 기표"라고 묘사하는 반면, 아그니에슈카 그라프는 이를 보수 가톨릭 신자들이 반대하는 사상 전반을 지칭하는 포괄적인 용어라고 특징짓는다.
젠더 이데올로기, 젠더론, 젠더주의라는 용어는 운동에 의해 종종 혼용되지만, 학문 분야인 젠더학과는 구별된다. 젠더학 내에는 상당한 논쟁과 이견이 존재하지만, 이러한 미묘한 차이는 일반적으로 반젠더 지지자들에 의해 간과된다. 엘리자베스 코레도르는 젠더 이데올로기가 젠더, 성별, 성적 지향을 둘러싼 해방적 사상에 대한 정치적, 인식론적 도전으로 기능한다고 주장한다. 코레도르는 또한 반젠더 운동이 페미니스트 및 성소수자 운동 내의 내부 분열을 이용하여 자신들의 의제를 추진한다고 지적한다.
이 운동은 다양한 개인과 단체들이 젠더 이데올로기를 조장한다고 비난한다. 여기에는 특히 자유주의자, 녹색주의자 또는 좌파로 식별되는 정치인, 여성 권리 및 성소수자 활동가, 공공 행정의 젠더 정책 담당자, 젠더학 전문 학자들이 포함된다. 이러한 행위자들을 젠더 이데올로기 지지자로 규정함으로써, 이 운동은 젠더 평등 및 다양성 이니셔티브에 대한 반대를 통합한다.

## 가능한 기원

### 1990년대 중반 국제 회의
반젠더 운동의 기원은 종종 1990년대 로마 가톨릭교회 내 논의로 거슬러 올라간다. 이러한 논의는 유엔의 1994년 국제인구개발회의와 1995년 세계여성회의의 결과에 대한 반응으로, 이 기간 동안 유엔은 성 및 재생산권을 공식적으로 인정하기 시작했다. 성좌는 이러한 인정이 낙태를 인권으로 분류하는 것, 전통적인 모성애의 침식, 그리고 동성애의 정상화로 이어질 수 있다고 우려를 표명했다. 이러한 맥락에서 젠더라는 용어는 성좌에 의해 "자연 가족"에 도전하고 불안정하게 만드는 전략으로 인식되었다.
1997년, 오푸스 데이와 연관되어 있고 낙태 반대 입장으로 유명한 미국 언론인 데일 올리어리(Dale O’Leary)는 『젠더 아젠다(The Gender Agenda)』라는 제목의 책을 출판했다. 이 책에서 올리어리는 젠더 개념을 은밀한 작전에 비유하며 다음과 같이 말했다: "젠더 아젠다는 높은 배가 아니라 잠수함처럼 지역사회로 항해하며, 가능한 한 자신을 덜 드러내려고 한다." 가톨릭교회가 젠더론에 반대하는 신학적 근거는 교황 요한 바오로 2세의 몸의 신학에 뿌리를 두고 있는데, 이는 성별의 상호 보완적이고 구별되는 역할을 강조했다.
반젠더 운동의 개념적 틀은 2003년까지 확립되었지만, 이 운동과 관련된 가시적인 시위는 2012년에서 2013년경 유럽 국가에서 나타나기 시작했다. 2019년까지 이 운동은 가톨릭 교회의 기원을 넘어 우익 정치권 내에서 더 넓은 지지를 얻었으며, 가톨릭 행위자들은 여전히 중요한 지지자로 남아 있다.

### 1980년대 교회 기원
대안적인 이론은 반젠더 운동의 기원을 1980년대 초, 나중에 교황 베네딕토 16세가 된 요제프 라칭거 추기경의 재임 기간으로 거슬러 올라간다. 당시 라칭거는 젠더가 사회적으로 구성된 것이라고 주장하는 독일의 페미니스트 문헌의 인기를 관찰했다. 또한 그는 트랜스젠더 개인들이 법적으로 성별을 변경할 수 있도록 허용하는 독일 법의 변화를 주목했는데, 이러한 발전은 바티칸의 조사를 불러일으켰다. 연구자 메리 앤 케이스는 트랜스젠더 권리 주장이 페미니스트 옹호와 함께 젠더에 대한 바티칸의 근본적인 우려 사항이었다고 주장한다. 이러한 문제들은 최근에 추가된 것이 아니라, 젠더와 관련된 세속 법률 발전의 영향에 대한 교회의 초점의 핵심이었다.

### 1970년대 미국 기원
앨라배마에 본사를 둔 남부빈곤법률센터(SPLC)의 연구 분석가인 에머슨 호지스는 이 개념의 역사가 1970년대 미국으로 거슬러 올라가며, 그곳에서 "게이 의제"라는 용어에서 진화했다고 말한다. 호지스는 이 용어가 종교 단체에 의해 만들어졌다고 말한다.

## 이후의 발전

### 트랜스 배제 급진 여성주의 또는 젠더 비판 여성주의
학자 세레나 바시와 그레타 라플뢰르는 트랜스 배제 급진 여성주의 (TERF) 운동과 반젠더 운동이 기원과 목적이 다름에도 불구하고 거의 별개로 다루어지지 않는다고 지적한다. 피어스, 에리카이넨, 빈센트의 연구는 역사적으로 반젠더 운동의 핵심이었던 젠더 이데올로기라는 용어가 2016년경 트랜스젠더 배제 급진 여성주의 담론 내에서 인기를 얻기 시작했다고 언급한다.
클레어 털로는 젠더 비판적 여성주의가 종종 트랜스포비아적 비유, 도덕적 공황, 그리고 남성과 여성에 대한 본질주의적 관점에 의존한다고 주장한다. 그녀는 이러한 특성들이 트랜스 배제 여성주의를 반여성주의적 반동 정치 및 다른 반젠더 운동과 일치시킨다고 주장한다. 주디스 버틀러는 반젠더 이데올로기 운동을 신파시스트적 현상으로 특징지었으며, 좌파 개인 및 단체에게 이 운동과 연대하지 말 것을 경고했다. 학자들은 이 운동이 전통적인 형태의 반여성주의와 비교하여 독특한 성격을 가지고 있음을 강조했다. 안드레아 페토는 이를 전 세계 사회정치적 질서를 재편하는 것을 목표로 하는 "근본적으로 새로운 현상"이라고 묘사한다.
이러한 수사학과 전략의 중복은 트랜스젠더 배제 여성주의와 더 넓은 반젠더 캠페인 간의 연관성을 강조하며, 이는 이념적 기반이 다름에도 불구하고 발생한다.

### 외부 영향
유럽 의회가 의뢰한 2021년 보고서는 유럽에서 반젠더 운동의 증가와 허위 정보 캠페인의 자금 조달 간의 연관성을 확인했다. 이러한 캠페인은 주로 러시아뿐만 아니라 극우 및 기독교 우파 단체들에 의해 지원되었다. 이 보고서는 러시아 정부의 지정학적 전략이 비슷한 생각을 가진 단체들과의 동맹을 형성하고 유럽 연합(EU)을 의도적으로 불안정하게 만드는 것을 포함한다고 강조했다. 이 전략은 EU 내의 우익 파벌을 지원하여 불만을 증폭시키고 결속력을 약화시키는 것을 포함한다.

## 주요 인물 및 문제
반젠더 운동의 주요 지지자로는 데일 올리어리, 미셸 슈아얀, 토니 아나트렐라, 가브리엘 쿠비, 마르그리트 피터스 등이 있다.
반젠더 운동의 회원들은 일부 재생산권, 특히 낙태에 반대하며, 성소수자 권리, 특히 동성결혼에 반대하고, 젠더 기반 폭력에 대한 일부 캠페인에도 반대한다. 그들은 또한 괴롭힘 방지 프로그램, 학교의 성교육, 고등 교육의 젠더학에 반대할 수도 있다. 코바츠에 따르면, "젠더" 또는 "젠더 이데올로기"에 반대함으로써 "반젠더"라는 꼬리표 아래에 속하는 모든 운동이 노골적으로 반여성주의적이거나 반성소수자적인 것은 아니며, 반젠더 운동은 이전의 반여성주의 및 동성애 혐오와는 다른 새로운 현상이다. 반젠더 운동이 극우와 동의어는 아닌데, 모든 극우 운동이 반젠더적 견해를 지지하는 것은 아니며, 반젠더 주제는 극우를 넘어선다.

### "젠더 이데올로기"
반젠더 운동은 종종 "젠더 이데올로기"라는 용어를 사용한다. 주디스 버틀러에 따르면, "이 용어 자체는 1990년대에 바티칸에 의해 만들어졌다. 그것은 가톨릭 교회와 복음주의 교회 모두에 의해 라틴 아메리카에서 유통되었고 ... 특히 트럼프 대표들이 참석했던 2017년 세계가족대회에 의해 채택되었다."
반젠더 활동가들은 유럽 연합과 다른 국제기구들이 미국 억만장자, 문화 마르크스주의자, 프리메이슨, 페미니스트, 성소수자 로비, 또는 유대인과 같은 여러 로비에 의해 조종당하는 것으로 묘사할 수 있다. 젠더가 부패한 엘리트들의 비밀 음모단에 의해 강요된 외래 개념이라는 생각을 조장하기 위해, 그들은 종종 현지어로 번역하는 대신 영어 단어 gender를 사용한다. 지지자들은 "젠더 이데올로기"에 맞서 표현의 자유, 사상의 자유, 양심의 수호자라고 자처하며, "젠더 이데올로기"를 "전체주의적"이라고 낙인찍는다.
이 이데올로기는 부패한 엘리트들의 비밀 음모단에 의해 조장되거나, 또는 유럽 연합, 세계보건기구 또는 유엔과 같은 외국 기관에 의해 가족, 가톨릭 교회, 국가 및 서구 문명을 약화, 훼손 또는 파괴하기 위한 목적으로 조장된다고 주장된다. 이 용어는 도널드 트럼프에 의해 채택되었으며, 트랜스젠더의 공식적 인정을 지우고 그들의 보호를 되돌리려는 "연방 정부에 젠더 이데올로기 극단주의로부터 여성을 방어하고 생물학적 진실을 회복하기"라는 제목의 행정 명령에 사용되었다.

### 포괄적 언어
반젠더 운동은 종종 포괄적 언어를 진보적인 젠더 정책에 저항하기 위한 광범위한 노력의 일환으로 목표로 삼는다. 벡은 독일어권 국가에서 젠더 포괄적 언어가 "'반젠더' 공격의 촉발점"이라고 지적하며, 반대 운동을 "젠더에 대한 더 넓은 정치적 '십자군 전쟁'의 중요한 측면"으로 규정하고, 이는 "독일 사회의 극우 정치 동원과 보수 및 자유주의 단체를 연결하는 담론적 다리"로 간주될 수 있다고 말한다. 루시 존스는 언어, 젠더, 섹슈얼리티에 대한 학술 문헌 검토에서 반젠더 및 젠더 비판적 행위자들이 포괄적이고 비이분법적인 언어, 특히 대명사 및 트랜스젠더 및 비이분법 정체성의 인정과 관련하여 채택을 종종 거부한다고 쓴다. 존스는 젠더 비판적 페미니스트들이 "성별 기반 권리"의 보존을 정당화로 인용하면서 트랜스젠더 및 비이분법 정체성을 긍정하는 언어적 관행을 자주 거부한다고 지적한다. 그녀는 이러한 저항이 일반적으로 "여성"을 출생 시 여성으로 지정된 사람으로만 정의하는 이분법적이고 본질주의적인 이데올로기에 의해 형성된다고 관찰한다. 이 학문을 바탕으로 존스는 포괄적 언어에 대한 저항을 "트랜스젠더의 신체에 대한 시스젠더 규범적 집착"의 일부이자 트랜스젠더 및 비이분법 정체성의 정당성을 부정하려는 언어적 통제의 한 형태로 특징짓는다. 존스는 이러한 담론적 패턴을 더 넓은 정치적 맥락에 배치하면서, 젠더 비판적 여성주의를 포함한 트랜스젠더 배제 담론에서 "반젠더 등록"의 출현을 조사하는 보르바(2022)를 인용한다. 보르바는 성별과 젠더에 대한 본질주의적 사상을 바탕으로 하는 이 등록이 특정 이념적 입장을 자연스럽거나 상식적인 것처럼 보이게 만드는 과정인 등록화를 통해 인기를 얻었다고 주장한다. 그는 또한 이것이 부분적으로 페미니스트 및 성소수자 차별금지 운동의 언어를 전유하여 시스젠더 여성과 아동의 권리에 대한 위협을 강조하도록 재구성함으로써 달성되었다고 제안한다.

## 관련 개념
사회학자 로만 쿠하르와 데이비드 파테르노트에 따르면, "'젠더 이데올로기'의 발명은 가톨릭 교회 내의 논쟁과 밀접하게 관련되어 있다." 교황 프란치스코는 "젠더 이데올로기"가 젠더 상보성에 대한 가톨릭 교회의 입장을 훼손할 것이라고 말했으며, 이를 핵무기에 비유하며, "남자와 여자의 얼굴을 훼손하고 창조물을 파괴하는 죽음의 계획을 꾸미는 헤롯 중 하나"라고 말했다. 2019년 가톨릭 교회는 첫 번째 주요 문서를 발표했는데, 이는 특히 "젠더 이데올로기"를 다루며, 생물학적으로 결정된 두 가지 젠더 또는 성별만 존재한다고 명시한다. 코레도르에 따르면,
성좌의 관점은 생물학적 성별, 젠더 정체성, 이성애적 지향 사이의 안정적이고 예측 가능한 상관관계에 깊이 의존하며, 이는 가톨릭 교회 용어로 마음, 몸, 영혼의 유일한 자연적 통일성으로 표현된다. 이 통일성은 자연법과 기독교의 성경법에 뿌리를 두고 있다고 믿어지기 때문에—하나님의 직접적인 창조로서—인간에 의해 형성된 정치적, 역사적, 사회적 배열을 초월한다.

반젠더 운동은 우익 포퓰리즘, 내셔널리즘, 기독교 우파와 밀접하게 관련되어 있다. 쿠하르와 파테르노트에 따르면, "반젠더 캠페인은 우익 포퓰리즘 물결의 직접적인 결과가 아니라, 우익으로의 전환이 이러한 캠페인을 강화하고 우익 포퓰리즘 이데올로기와 일부 이념적 구조를 공유하는 '젠더 이데올로기' 개념을 채택한 새로운 지지자들을 제공한다." 포퓰리즘적 틀에 따라, 국민투표는 종종 반젠더 운동이 원하는 결과를 확보하는 데 사용된다.

## 분석 및 반응
유엔 여성기구는 반젠더 운동이 "여성과 성소수자의 평등을 소위 '전통적' 가족 가치에 대한 위협으로 극단적으로 몰아가고 있다"며, "혐오 선전과 허위 정보를 사용하여 다양한 성적 지향, 젠더 정체성, 젠더 표현 및 성적 특성을 가진 사람들을 표적으로 삼고 비정당화하려고 시도한다"고 설명했다.

### 반발 또는 적극적 운동
반젠더 운동이 사건과 다른 운동에 대한 반응인지, 아니면 사회 변화를 시도하는 적극적 운동인지에 대한 논쟁이 있다. 한데 에슬렌-지야는 반젠더 운동이 그녀가 "트롤 과학"이라고 부르는 것에 의존한다고 주장하며, 이를 "(왜곡된) 과학적 주장이 포퓰리스트 담론에 맞춰져 젠더 평등 개념에 대한 대안적 내러티브를 만들어낸다"고 묘사한다.
반젠더 운동에 대한 EU 지원 연구 프로젝트인 RESIST는 헝가리, 폴란드, 영국의 의회 토론 및 언론 보도에서 반젠더 수사학을 조사했으며, 반젠더 정치를 촉진하고 영속화하는 주요 행위자들이 주로 "유럽의 보수 및 급진/극우 남성"이며, 언론이 "트랜스젠더 정체성을 겨냥한 해로운 도덕적 공황을 의도적으로 부추기는" 역할을 하여 트랜스젠더가 "자신의 권리와 삶의 정당성에 대한 끊임없는 '논쟁'의 대상"이 되게 한다는 것을 발견했다.
마르타 라우워슈코에 따르면, 반젠더 운동은 부분적으로 민주적으로 선출된 국가 정부에서 선출되지 않은 평등 기구 및 유럽 연합과 같은 국제기구로 권력이 이양되는 것에 대한 반발이다. 이러한 정책들은 유권자나 그들의 선출된 대표자들에 의해 승인되지 않기 때문에, 민주적 적자를 발생시킨다. 그녀는 "성평등 정책이 더 넓은 대중 참여나 공개 토론 없이 시행되었다"고 지적한다.
그러나 파테르노테는 반젠더 운동을 "반발"로 묘사하는 것이 "개념적으로 결함이 있고, 경험적으로 약하며, 정치적으로 문제가 있다"고 주장한다. 왜냐하면 비교 연구는 다른 국가에서 반젠더 활동이 "극도로 다른 문제들로 인해 촉발된다"는 것을 보여주기 때문이다.

### 음모론
한때 젠더 이데올로기라는 개념은 도덕적 공황 또는 음모론으로 묘사되었다. 더 컨버세이션에 기고한 두 정치심리학자에 따르면, 이 음모론은 2020년 폴란드에서 "코로나바이러스 팬데믹이 젠더론에 대한 처벌인지"에 대한 논쟁에 기여했다. 2019년 10월 입소스(Ipsos) 설문조사에 따르면 40세 미만 폴란드 남성의 다수가 "성소수자 운동과 젠더 이데올로기"가 "21세기에 그들이 직면한 가장 큰 위협"이라고 믿는 것으로 나타났다. 많은 사람들이 포스트젠더리즘을 젠더론으로 간주한다.

### 신자유주의와 자유민주주의
반젠더 운동의 출현과 성공은 정치학자 에스테르 코바츠에 의해 자유민주주의의 더 깊은 사회경제적, 정치적, 문화적 위기의 증상이자 신자유주의에 대한 반응으로 여겨진다. 마찬가지로 정치학자 비르기트 자우어는 이 운동을 규제 완화, 노동의 불안정화, 복지국가의 침식, 그리고 빈부 격차의 확대에 대한 반응으로 언급한다. 2018년 《룩셈부르크》 저널에서 사회학자 베로니카 그제발스카와 정치학자 에스테르 코바츠, 안드레아 페퇴는 젠더라는 용어를 반젠더 운동의 "상징적인 연결 고리"로 분석하며, 이는 다른 정치적, 종교적 행위자들이 협력하지 않을 만한 상황에서 이들을 결속시킨다고 본다. 이들은 이러한 행위자들이 동원되는 "젠더 이데올로기"를 신자유주의적 사회경제 질서가 만들어내는 불안정과 불공정함의 은유로 간주한다.
젠더 이데올로기를 지지한다고 여겨지는 이들은 극우와 유사한 방식으로 정당성을 박탈당하며, 다원주의를 부정하고 자유민주주의를 훼손한다. 네덜란드 인권 연구소 (SIM)의 로레나 소사 조교수는 반젠더 운동이 여성에 대한 폭력으로부터의 보호와 같은 인권을 위협하고 민주주의 침식에 기여했다고 말한다.
페퇴는 "반젠더 운동은 수백 년 된 반여성주의의 또 다른 파생물이 아니다. ... 반젠더 운동은 새로운 세계 질서를 확립하기 위해 시작된 근본적으로 새로운 현상"이라고 주장한다. 그녀는 또한 이 운동이 "증오로 가득 차 있다"고 주장하며 (젠더 연구자들에 대한 온라인 괴롭힘을 인용하며) "자유주의를 공격하고 따라서 민주주의를 공격한다"고 주장한다.
2021년 철학자 주디스 버틀러는 반젠더 운동을 파시스트 경향으로 묘사하며, 스스로를 페미니스트라고 칭하는 사람들이 트랜스, 논바이너리, 젠더퀴어 사람들을 겨냥하는 이러한 운동과 동맹을 맺는 것에 대해 경고했다.
캐나다 안보정보청은 2024년에 "반젠더 운동"이 LGBTQI+ 커뮤니티를 겨냥할 수 있는 "극단적인 폭력"의 위협을 가한다고 말했다.
2023년 엘주비에타 코롤추크는 "반젠더 운동의 활동은 일반적으로 비폭력적이지만, 그들의 담론적 전략과 캠페인은 폭력적 극단주의에 대한 참여의 가능한 컨베이어 벨트로서 추가로 분석되어야 한다"고 주장했다.

### LGBT 권리와 젠더 평등
군다 베르너 여성주의 및 젠더 민주주의 연구소의 마리 비테니우스는 "젠더 이데올로기"라는 용어가 "인종차별, 반유대주의, 동성애 혐오, 트랜스 혐오, 민족주의적 사상, 그리고 엘리트에 대한 적대감을 위한 넓은 투사 영역으로 기능한다"고 주장한다.
2021년 8월, 유럽 평의회 인권 위원 두냐 미야토비치는 반젠더 운동이 "기존의 사회적 편견을 도구화하고 LGBTI 사람들을 언어적으로 공격하여 자신들의 이익을 위한 정치적 목표를 달성하고 있다"고 말하며, "정치적 이득을 위해 LGBTI 사람들을 겨냥하는 것은 피해를 입은 사람들의 삶과 복지에 해를 끼치고 사회 전반의 결속을 약화시키는 값비싼 전략"이라고 말했다. 위원장은 "정치적 장면에 침투함으로써 반젠더 운동은 유럽에서 인권 보호를 침식할 수 있는 점점 더 좋은 위치에 있다"고 말하며, "LGBTI 사람들을 옹호함으로써 우리는 모든 사람의 평등한 인간 존엄성을 수호하고 우리 사회의 복지와 귀중한 인권 시스템의 강점을 보호한다"고 결론지었다.
2022년 2월, 유럽 의회 유럽 의회 여성 인권 및 젠더 평등 위원회는 "반젠더 운동에 대한 대응"이라는 공개 청문회를 개최하여 반젠더 운동이 성평등에 대한 위협임을 강조했다.
2024년 3월, 철학자 주디스 버틀러는 2017년 상파울루 공항에서 "반젠더" 시위자들에게 공격을 받은 후 누가 젠더를 두려워하는가?(Who's Afraid of Gender?)라는 제목의 책을 출판했다. 버틀러는 "반젠더 이데올로기 운동"이라는 표현을 사용하여 "젠더 이데올로기"를 "전통적인 가족"을 둘러싼 불안과 공포를 이용하는 "심리사회적 환상"으로 바꾸는 극우 행위자들의 초국가적 현상을 설명한다.
2024년, 캐나다 안보정보청은 "반젠더 운동"이 LGBTQI+ 커뮤니티에 대한 극단주의자들의 폭력 위협을 초래할 수 있다고 밝혔다.

## 지역별

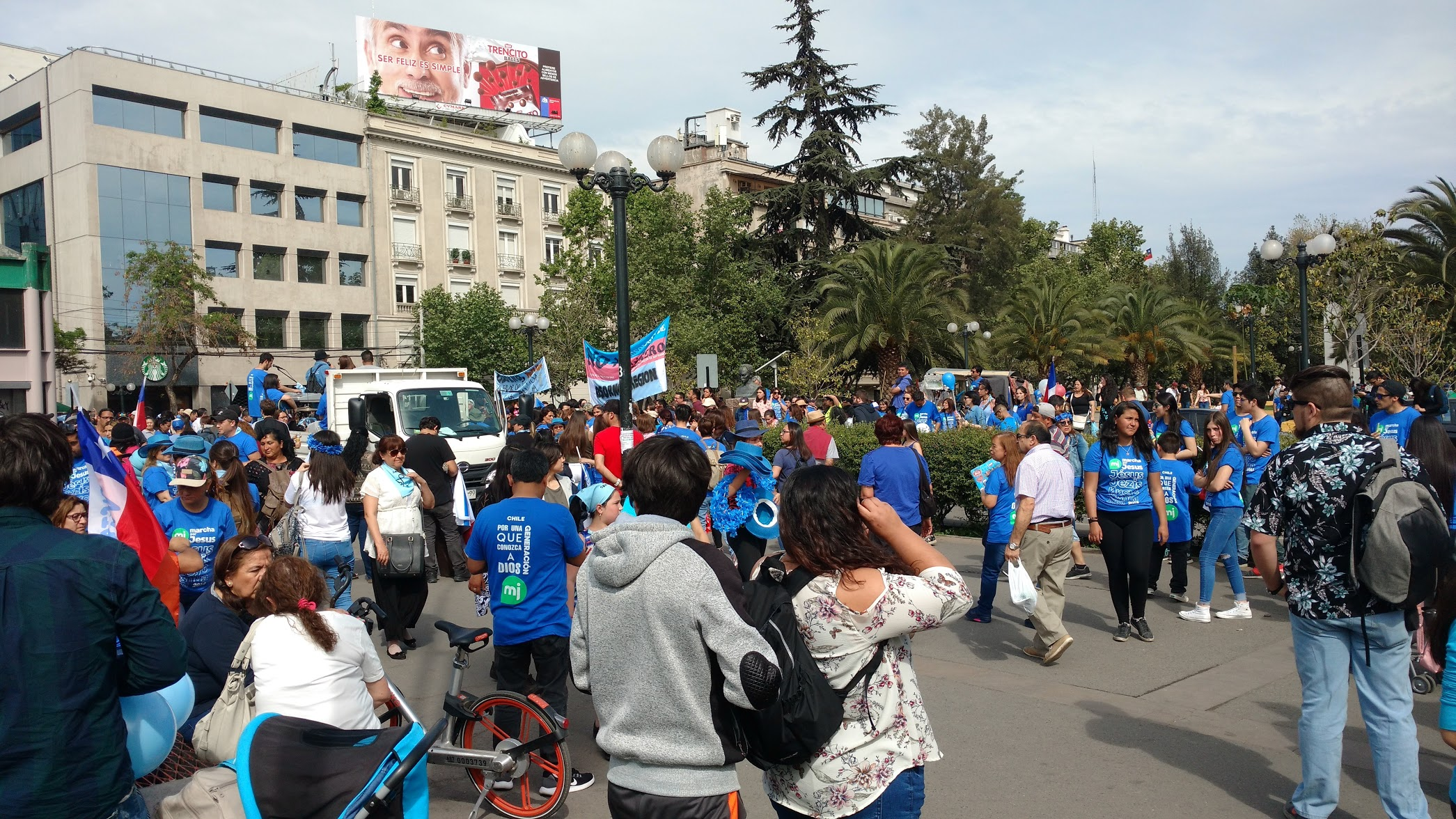
2018년 10월 27일 칠레의 "젠더 이데올로기 반대 행진" 또는 "예수를 위한 행진"

반젠더 운동은 2010년대 초 유럽에서 나타났으며, 2019년 현재 라틴아메리카에서 진전을 보이고 있다. 이 운동은 초국가적이며, 여러 나라의 캠페인들이 다른 나라의 전략과 수사를 차용하고 있다. 그러나 각국에서는 반젠더 운동이 내셔널리즘과 국가 주권에 대한 호소와 겹치기도 한다.

### 유럽
반젠더 운동이 등장하기 전, 활동가들과 학자들은 유럽이 완전한 성평등과 완전한 LGBT 권리를 향해 불가피하게 나아갈 것이라고 믿었으며, 이에 대한 심각한 반대는 과거의 잔재이거나 동유럽 및 로마 가톨릭 국가에 국한된 현상으로 간주되었다. 반젠더 운동은 이러한 인식이 잘못되었음을 입증했다. 1990년대부터 유럽 연합 집행위원회는 구조 기금 및 결속 기금으로부터의 자금 지원 자격을 지역 성평등 정책에 따라 조건화했으며, 이는 폴란드가 2004년 유럽 연합에 가입한 후 급격한 변화를 가져왔다.
2019년 2월, 유럽 의회는 "EU 여성 권리와 성평등의 역퇴"에 반대하는 결의안을 통과시켰다.

#### 불가리아
2023년 2월, 불가리아 사회당은 "젠더 이데올로기"에 대한 국민투표를 요구했다. 같은 달, 당은 대법원이 정부 문서에 생물학적 성별만 기재될 수 있고 변경할 수 없다고 판결한 것을 칭찬했다.

#### 크로아티아
2012년, SDP 주도의 크로아티아 정부는 크로아티아 학교에 건강 교육을 새로운 의무 과목으로 제안했다. 이 과목의 프로그램은 크로아티아 주교회의와 GROZD와 같은 기타 보수 또는 종교 단체로부터 크로아티아 학교에 소위 "젠더 이데올로기"와 "동성애주의"를 도입한다는 이유로 강하게 비판받았다.
2017년, 중도우파 HDZ 주도의 크로아티아 정부는 여성에 대한 폭력 및 가정 폭력 예방 및 근절에 관한 유럽 평의회 협약, 일명 이스탄불 협약을 비준할 것이라고 발표했다. 여성 인권 단체들로부터 칭송받았지만, 이 움직임은 크로아티아 주교회의, 가톨릭교회, 그리고 U ime obitelji와 같은 다양한 보수 및 우익 인사 및 단체로부터 거센 비판을 받았다. 이들은 이 협약이 여성에 대한 폭력에 맞서 싸우는 척하면서 "은밀히 젠더 이데올로기를" 크로아티아 법률에 도입하려 한다고 주장했다. 비평가들은 이 협약의 텍스트에서 젠더 및 젠더 정체성이라는 용어가 특정 문장에서 사용되었기 때문에 이를 설명했지만, 최소 2008년부터 이미 이러한 용어를 사용한 여러 크로아티아 법률이 있었다. 그해 말, "이스탄불 협약에 대한 진실"(Istina o Istanbulskoj)이라는 시민 발의가 설립되었는데, 이는 협약의 "진정한 목적"을 크로아티아 시민들에게 "설명"하기 위함이었다. 이 목적은 "젠더 이데올로기"와 "크로아티아, 가톨릭, 가족 가치에 대한 공격"이라는 것이었다. 이 발의는 자그레브와 스플리트에서 시위와 집회를 조직했으며, 약 1만 5천 명이 참석했다. 이 발의는 시민들이 협약 비준 여부를 결정할 수 있도록 국민투표를 조직하는 것을 목표로 했으나, 국민투표를 실시하는 데 필요한 충분한 서명을 모으지 못했다. 크로아티아 LGBT 협회인 트랜스 에이드는 이 발의가 자신들의 의사소통에서 트랜스젠더를 차별했다며 고소했다.
2018년 4월, 크로아티아 의회는 이스탄불 협약 비준에 찬성표를 던졌다. 이 협약에 서명한 것은 2020년대 크로아티아에서 독립연대목록 (Most)과 조국운동 (크로아티아) (Domovinski pokret)와 같은 더 우익 정당들의 부상에 중요한 요인이 되었으며, 이들은 HDZ로부터 가장 보수적인 유권자들을 빼앗아갔다. 이 두 정당의 구성원들은 연설에서 "젠더 이데올로기", 트랜스젠더 개인, LGBT 권리, 이스탄불 협약을 자주 비판하고 공격한다.

#### 프랑스

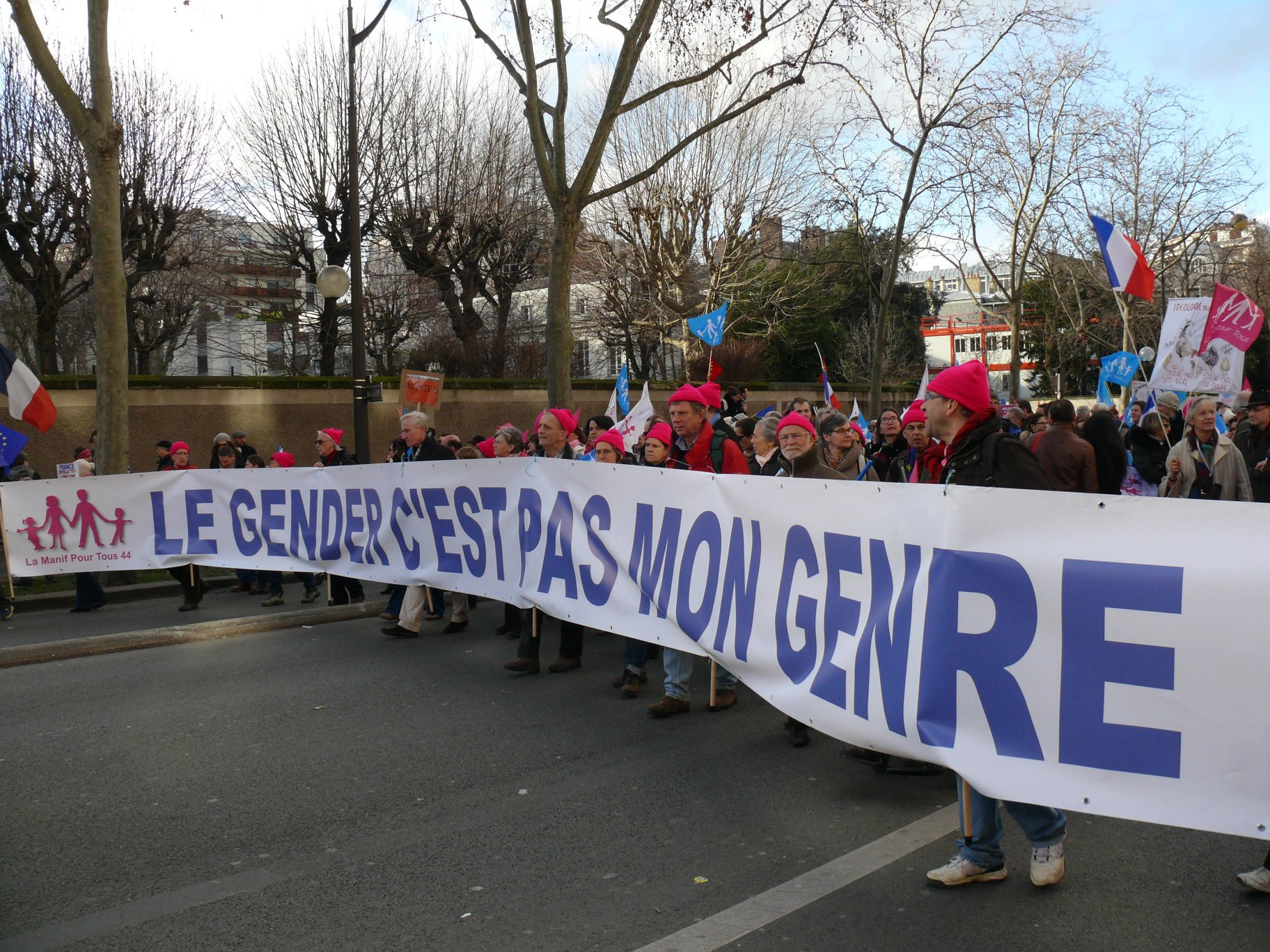
2014년 2월 2일 파리 (프랑스)의 모두를 위한 시위 시위에서 "젠더는 내 젠더가 아니다" (Le gender, c'est pas mon genre).

프랑스의 반젠더 운동은 파리다 벨굴과 2013년 초 프랑스의 동성결혼에 반대하기 위해 시작되었고 2013년 5월 동성결혼이 합법화된 후 평등 교육과정에 반대하는 방향으로 전환한 시위 운동인 모두를 위한 시위 (LMPT)가 주도하고 있다. 프랑스의 반젠더 운동은 프랑스 유치원에서 자위가 가르쳐지고 있다는 주장과 같은 거짓 소문과 날조된 이야기를 퍼뜨렸다.

#### 독일
독일에서는 극우주의자와 우익 포퓰리스트들이 "젠더 광기" 개념에 반대하며 동원되었는데, 2013년 네오나치들의 요구에서 "독일 국민"에 대한 "무기"로 규정되었다.
극우 진영 외에서도 2006년부터 성 주류화 개념에 대한 비판적 논의가 있었다. 당시 에바 헤르만이 사회에서 여성의 역할에 대해 언급하고 프랑크푸르터 알게마이네 차이퉁이 "정치적 젠더 재지정"에 대해 논쟁했다. 극우주의자들은 이를 성 주류화에 대한 표적 캠페인의 서곡으로 삼았다.
극우 독일 정당인 AfD (Alternative für Deutschland)는 "독일을 위한 핵심 강령" 책자에서 반젠더 운동과의 연대를 보여준다. 이 책자에서 AfD는 고등 교육 젠더 연구 프로그램, "젠더 주류화", 그리고 학교에서 어린 나이에 성에 대한 논의에 반대하는 입장을 취한다. AfD는 2017년 "독일 마니페스토"에서 반젠더 입장을 더욱 명확히 한다. 여기서 AfD는 "젠더 이데올로기, 조기 성애화, 젠더 연구에 대한 정부 지원, 할당제, 그리고 젠더 관련 단어로 인한 독일어의 박탈은 중단되어야 한다"고 명시한다. AfD는 2023년 뮌헨과 같은 도시에서 반젠더 집회를 조직하여 아동에 대한 "젠더 선전"의 위협을 강조했다. 반젠더 운동은 AfD의 급속한 성장에 핵심적인 역할을 했으며, 당은 "전통적인 가족"의 보호를 자신들의 강령의 핵심으로 내세웠다.
2013년 이래로, 근본주의 기독교 시위 연합 Demo für Alle는 동성결혼과 성 주류화에 반대하는 운동을 벌였다. 2014년 Demo für Alle 집회에서 언론인 비르기트 켈레는 독일 국가가 "아이들을 성애화하고 재교육하기 위해 붙잡는다"고 외치며, AfD도 최근에 사용한 자녀 교육에 대한 "부모 권리" 상실이라는 개념에 동조했다.

#### 헝가리
에스테르 코바츠와 안드레아 페퇴에 따르면, 2017년에는 헝가리에 "의미 있는 반젠더 운동"이 없었지만, 특히 2010년대 후반에 "뚜렷한 반젠더 담론"이 존재했으며, 이는 현재까지도 국가 공론장과 산발적으로만 교차했다. 이들은 헝가리 반젠더 담론이 2008년에 피데스 의원에게 비판받은 교과서가 출판되면서 시작되었다고 썼다. 이 정치인은 교과서에 "젠더 이데올로기"가 포함되어 있으며 "이러한 경향의 가장 큰 위험은 사회가 성적 정체성을 잃게 될 것"이라고 말했다. 정치적으로 반젠더 담론은 2010년 좌파 정부가 유아 교육자들은 "젠더 고정관념을 강화하는 것을 의도적으로 피하고 젠더의 사회적 평등에 관한 편견을 해체하는 것을 촉진해야 한다"는 문장을 국가 교육과정에 삽입하면서 처음으로 주목을 받았다. 우익 언론은 이 변화를 대대적으로 보도했으며, "젠더 이데올로기"를 조장한다고 비난했다.

#### 이탈리아
2022년 이탈리아 총선에서 총리로 선출된 조르자 멜로니 치하에서 극우 이탈리아 정당인 이탈리아의 형제들은 젠더를 정치의 중심에 두었다. 멜로니는 젠더 이분법과 가족을 둘러싼 전통주의적 가치를 지키는 것의 중요성을 자주 강조하며, 이러한 문제들을 이탈리아 국가와 종교 기관의 보호와 연결시켰다. 2019년 집회에서 멜로니는 "나는 조르자다, 나는 여성이다, 나는 어머니이다, 나는 이탈리아인이다, 나는 기독교인이다"라고 선언했다. 멜로니는 어머니로서의 위치를 활용하여 자신을 "보수적이면서도 현대적인 국가의 선구자"로 자리매김한다 동시에 "자연 가족"을 "젠더 이데올로기"의 위협으로부터 보호해야 할 필요성을 강조한다.
이탈리아의 반젠더 운동은 북부동맹 (이탈리아) 당뿐만 아니라 프로 비타(Pro Vita, 신파시스트 정당 신권력당과 연관) 및 이후 제네라치오네 파밀리아(Generazione Famiglia)로 명명된 마니프 푸르 투스 이탈리아(Manif pour Tous Italia) 그룹에 의해 후원되었다. 2018년 이탈리아 총선에서 북부동맹은 가톨릭 단체 구성원들을 선거 명부에 포함시켜 반젠더 동맹을 결성했다.

#### 리투아니아
2020년 리투아니아 총선과 조국연합-리투아니아 기독교민주당 및 LGBT 관련 정책에 긍정적인 입장을 공유하는 자유당 (리투아니아) 간의 연정 형성은 리투아니아 가족 운동과 같은 반젠더 운동과 국민연합 (리투아니아)과 같은 정당들의 형성을 이끌었다.

#### 노르웨이
젠더 연구 학자인 엘리자베스 L. 엥게브레첸은 세계 여성 선언의 노르웨이 지부와 LGB 얼라이언스의 자칭 자매 조직인 LLH2019와 같은 그룹들을 노르웨이의 주요 반젠더 행위자로 지목했다. 엥게브레첸에 따르면 이들 그룹은 "민주주의에 대한 복합적인 위협"의 일부이다.
젠더 연구 학자인 얀네 브롬세스는 2022년 오슬로 총기 난사 사건이 "어떤 맥락에서 발생했다"며, "반젠더 운동 또한 최근 몇 년 동안 노르웨이의 공공 논쟁에서 경계를 이동시켰다"고 썼다. 그 결과 "주로 조직화된 TERF들이 '젠더에 대한 논쟁'과 '젠더 이데올로기'가 자연 질서에 위협이 된다는 주장을 주도할 수 있는 더 가혹한 논쟁 환경이 조성되었다"고 덧붙였다.

#### 폴란드

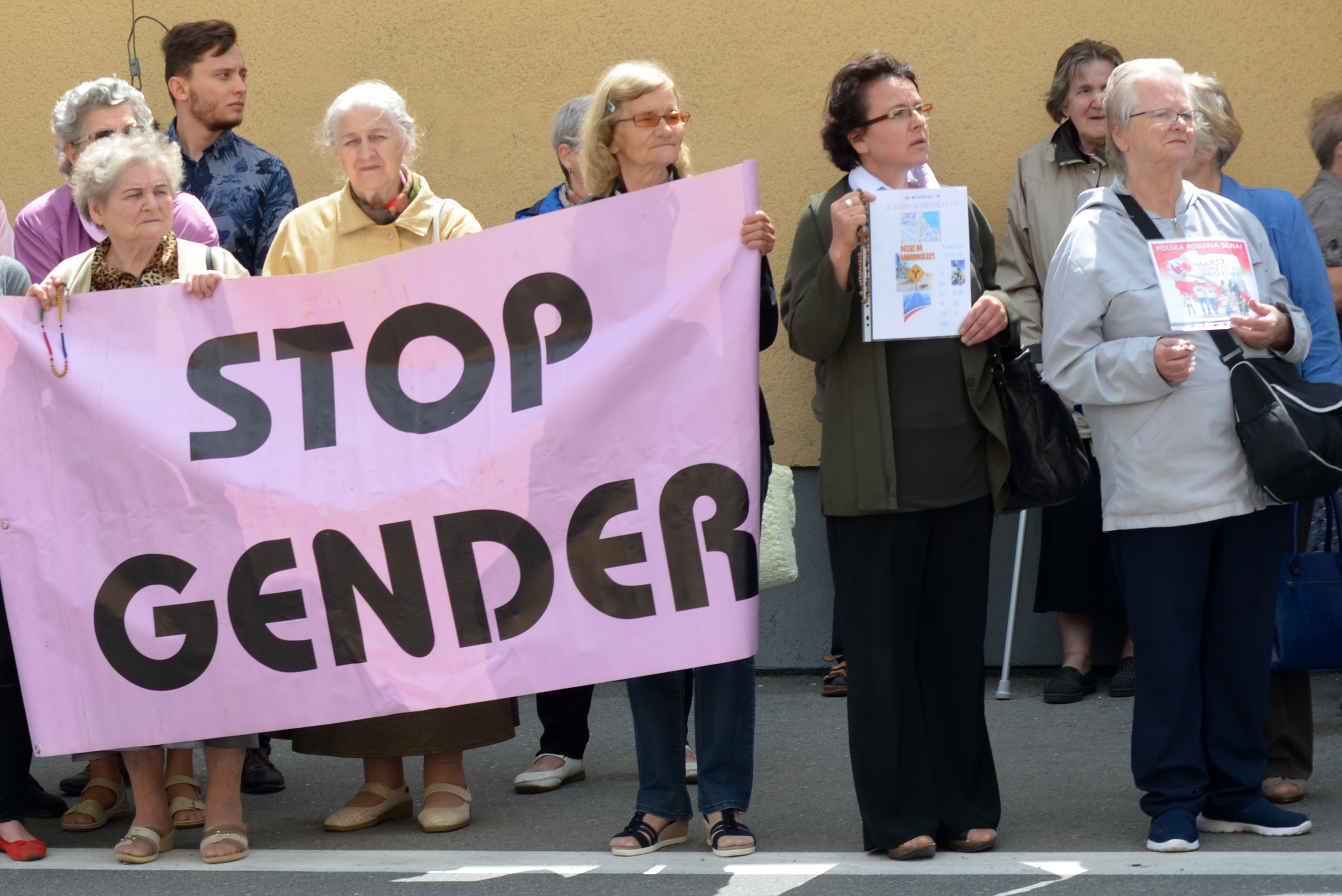
2018년 폴란드 제슈프의 평등 행진 중 가톨릭 반LGBT 시위대

2013년 말, 학술 담론에 국한되었던 젠더라는 용어는 우익과 가톨릭 교회의 반젠더 캠페인의 일환으로 대중화되었다. "젠더 이데올로기"에 반대하는 캠페인은 2015년부터 2023년까지 폴란드를 통치했던 국가 보수주의 법과 정의당, 가톨릭 교회의 성직자, 그리고 법과 정의당과 유동적인 경계를 가졌던 더 급진적인 민족주의 단체들인 전 폴란드 청년, 국민부활을 위한 폴란드, 그리고 국민급진주의자 캠프에 의해 추진되었다. 2019년 사회학자 피오트르 주크와 파벨 주크는 다음과 같이 썼다: "폴란드의 우익은 페미니스트와 동성애자 집단을 가톨릭 종교와 관련된 민족 정체성에 대한 위협이자 전통적인 가족 모델과 사회 질서에 대한 위협으로 인식한다." 2015년 유럽 난민 위기가 끝난 후 폴란드 우익의 반LGBT 수사가 증가했으며, 이 기간 동안 반이주민 수사가 두드러졌다. 반젠더 수사와 함께 LGBT 커뮤니티는 포퓰리즘 정치에 필요한 희생양 또는 악마화된 적의 역할을 했다.
2020년, 대표 표본 1,000명의 폴란드인을 대상으로 한 설문조사에서 30%가 젠더 음모론을 믿는 것으로 나타났다. 이 음모론은 "부분적으로는 공영 미디어를 장악하여 기독교 전통을 파괴하려는 비밀 계획"으로 정의되었다. 이 설문조사에 따르면 젠더 음모론에 대한 믿음은 종교성과 상관관계가 없었다. 이는 가톨릭 교회가 사회에서 특권적인 지위를 차지해야 한다는 믿음과 LGBT 사람들을 이웃으로 거부하는 것과 강한 연관이 있었다. 마르타 라우워슈코는 폴란드 사람들이 공산주의 통치 동안 실제 음모가 있었기 때문에 음모를 더 잘 믿는 경향이 있다고 제안한다. 2020년 6월, 안제이 두다 폴란드 대통령 (법과 정의당)은 2020년 폴란드 대통령 선거를 앞두고 LGBT를 "이데올로기"이자 "신볼셰비키즘"의 한 형태로 부르며 주목을 받았다.

#### 러시아
블라디미르 푸틴은 젠더를 서유럽이 만들어낸 "이데올로기적 구성물"로 간주하며, 러시아의 경멸적인 용어인 게이로파의 복잡한 의미를 이용한다. 이 용어는 서유럽 문명이 퇴폐와 몰락에 직면해 있으며, 이는 현대 LGBTQ+ 운동과 퀴어 주류화에 의해 승리한 전통적인 젠더 이분법의 해체로 상징된다는 생각을 불러일으킨다.

#### 스웨덴
스웨덴은 반젠더 캠페인의 영향력이 점점 커지고 있다. 학자들은 젠더 평등 국가라는 명성에도 불구하고 스웨덴이 "교활한 탈민주화"라는 과정에 점점 더 영향을 받고 있음을 문서화했다. 이는 트랜스젠더, 이주민, 인종화된 소수자와 같은 취약한 집단을 소외시킴으로써 자유민주주의 규범을 침식하는 작고도 점진적인 정치적, 담론적 변화이다.
스웨덴의 반젠더 수사는 극우 스웨덴 민주당과 기독교민주당 (스웨덴)을 포함한 다양한 행위자들에 의해 촉진되며, 이들은 트랜스젠더 권리를 강화하는 법 개혁에 반대해왔다. 이들 정당은 여성의 권리와 스웨덴의 가치를 보호하는 관점에서 자신들의 반대를 표명한다. 동시에, 반젠더 견해는 스스로를 "젠더비판적"이라고 규정하는 일부 급진적 페미니스트 그룹들 사이에서도 확산되었다. 대표적인 예는 스웨덴 여성 로비 (SWL)로, 최근 몇 년 동안 학자들과 시민 사회 단체들로부터 트랜스젠더를 배제하는 입장을 취한다고 비판받아왔다. 2025년, SWL은 여성 행동 국제 플랫폼 (WoPAI)을 출범시켰는데, 이는 "성 기반 권리"를 장려하고 "프로젠더 운동", "퀴어 의제", 그리고 성정체성 개념에 반대하는 국제 네트워크이다.
연구에 따르면 스웨덴의 이러한 반젠더 노력은 법적 권리뿐만 아니라 지식 생산, 특히 젠더학 및 교차 페미니스트 학문을 대상으로 하며, 비평가들은 이를 이데올로기적이거나 비과학적이라고 자주 지칭한다. 이러한 반대는 종종 "합리성"과 "과학"을 보호해야 한다는 주장을 인용하며, 때로는 국제적인 극우 및 포퓰리즘 운동과 관련된 서사를 반영하기도 한다. 반젠더 담론의 확산은 또한 정치적 폭력과 협박의 증가와도 일치하며, 특히 트랜스젠더 옹호자, 페미니스트 학자, 그리고 인종화된 활동가들에게 향한다. 여기에는 온라인 괴롭힘, 위협, 그리고 공개적인 비방이 포함된다. 연구자들은 이러한 상징적 및 물리적 폭력이 반대 의견을 침묵시키고 민주적 참여를 약화시키는 데 중요한 역할을 한다고 주장한다.

### 북아메리카

#### 캐나다
2023년, "1백만 아동 행진"은 캐나다 전역의 여러 도시에서 진행된 일련의 반LGBTQ 시위였다. 시위자들은 교육 환경에서 "대명사, 젠더 이데올로기, 혼성 화장실"을 제거해야 한다고 주장했다. 시위자들은 아이들이 성과 성정체성에 관한 "부적절한" 주제에 노출되고 있다고 주장했다. 이 행진에 대응하여 최소 63개의 반대 시위가 계획되거나 실행되었다. 2023년 9월 19일, 온타리오의 한 교육 조합은 세 곳의 사무실이 반LGBTQ 메시지로 파손되었다. 행진에 대응하여 온타리오의 여러 교육 위원회는 LGBTQ 학생, 교직원, 가족에 대한 지지를 표명했다. 오타와에서는 "혐오 자료 전시"로 "증오 선동" 혐의로 두 명의 시위자가 체포되었다. 또 다른 한 명은 소란 혐의로 체포되었다. 이 시위는 마크 서틀리프 오타와 시장뿐만 아니라 화이트호스와 같은 도시에서도 비난받았다.

#### 미국
2021년 푸에르토리코에서는 전 주지사 알레한드로 가르시아 파디야 재임 시절 만들어지고 페드로 피에르루이시 주지사 재임 시절 시행된 "젠더 관점 교육과정"의 공립학교 도입에 반대하는 행진이 있었다. 시위자들은 "젠더 이데올로기"에 반대한다고 말했다. 연사로는 다니엘 페르난데스 토레스 주교, 정치학자 아구스틴 라헤, 그리고 다른 종교 지도자들이 있었다.틀:Undue weight inline

### 라틴아메리카

#### 브라질
전 브라질 대통령 자이르 보우소나루는 "젠더 이데올로기스트"를 보수 기독교에 반대하는 세력으로 특징지었다. 그는 또한 "학교에서 젠더 이데올로기를 금지"하기를 원한다고 말했다.

#### 콜롬비아
2016년 콜롬비아 평화 협정 국민투표 기간 동안 평화 협정에 반대하는 복음주의 기독교 단체와 우익 정치인들은 협정에 포함된 LGBT 인권 보호가 "젠더 이데올로기를 강요하는 도구"라고 주장했다. 이는 많은 복음주의 유권자들이 협정에 반대하도록 동기를 부여했고, 결국 협정은 유권자들에 의해 거부되었다. 50.22% (반대) 대 49.78% (찬성).

### 중동

#### 이라크
2023년, 이라크 정부는 언론에서 "젠더"라는 단어를 공식적으로 금지하는 명령을 내렸다. 또한 "동성애"라는 단어는 피하고 "성적 일탈"이라는 단어를 사용하도록 의무화했다.

#### 튀르키예
정부는 "위대한 가족 모임"이라는 이름으로 반LGBT 시위를 지지하며 국영 TV에 공개 성명을 방영했다. 국가는 또한 프라이드 퍼레이드를 억압한다.
튀르키예의 반젠더 활동의 주요 원천 중 하나는 종교 단체이다. 집권 인민연합 (튀르키예)의 모든 주요 정당과 일부 저명한 야당 인사들도 반젠더 수사를 사용한다.

## 같이 보기
- 21세기 영국의 반트랜스젠더 운동
- 유럽의 반젠더 캠페인 – 운동에 관한 논픽션 서적
- 반성소수자 수사
- 상호보완론
- 논바이너리 차별
- 젠더와 정치
- 젠더 역량 강화
- 젠더 본질주의
- 동성애와 종교
- 정체성 정치
- 성소수자 청정지대
- 동성애에 대한 사회적 태도
- 젠더사회학
- 트랜스포비아
- TERF
- 2020년대 미국의 반LGBT 운동
- 부모 권리 운동